# Leo’s Fortune
Leo’s Fortune — приключенческая игра, созданная независимой шведской студией 1337 & Senri LLC и доступная для персональных компьютеров с операционными системами Windows и Mac OS, игровых приставок PlayStation 4 и Xbox One, а также мобильных устройств с операционными системами iOS и Android. Игрок управляет комком по имени Лео, который должен путешествовать по лабиринтам в поисках своих украденных монет.
Разработкой игры руководил шведский геймдизайнер Андерс Хейденберг, который желал воплотить в собственном независимом проекте дизайнерские идеи, задуманные ещё во время участия в разработке игр серии Battlefield, однако не возможные к воплощению из-за отсутствия творческой свободы у разработчиков высокобюджетных игр. Геймдизайнер желал создать классический платформер, однако сделать упор не на сложности прохождения, а на фотореалистичной графике, углублённом сюжете и свободе передвижения управляемого персонажа. Персонажа Лео озвучивал американец Энн Рейтел.
Игра получила разные оценки от игровых критиков, при этом оценки разных портов заметно отличались, например мобильная версия игры получила положительные оценки, критики хвалили игру за ёе визуальный дизайн, качество и музыкальное сопровождение, а также сбалансированный уровень сложности, подходящий для игроков с разным опытом. Версии для игровых приставок получили более сдержанные отзывы, критики сетовали на малое количество предоставленных уровней и слишком лёгкое и быстрое прохождение.

## Сюжет и геймплей
Игра представляет собой двухмерный приключенческий платформер от третьего лица. Согласно сюжету, комок по имени Лео — знаменитый инженер, родом из богатого рода. Недавно его родственники — кузен Виктор, тётя Ольга и дядя Сергей потеряли своё состояние и Лео подозревает, что именно они причастны к краже его золота. По мере прохождения, Лео узнаёт, что воровкой оказывается его жена Матильда, считающая, что Лео растерял всю свою порядочность из-за золота. Хотя Лео удаётся снова вернуть себе золото, он жертвует его «мировой машине», поддерживающей порядок и равновесие в мире.

Демонстрация прохождения уровня

Игрок управляет мужским персонажем по имени Лео от третьего лица, он является комком, практически лишённым веса. Игра сопровождается комментариями персонажа, говорящим с выраженным восточно-европейским акцентом. Сам герой и его родственники отсылают к стереотипным русским образам. Лео может скользить вперёд/назад, а также надуваться, чтобы иметь возможность парить в воздухе. Персонаж может разгоняться, чтобы иметь возможность взлетать, скользить по уступам и возвышениям. Малый вес Лео имеет и свои недостатки: персонаж не может быстро перемещаться, а его приземление на правильную точку поверхности усложняется из-за высокой инертности. Часто на пути у героя встречаются обрывы, которые возможно преодолеть путём взлёта, или же используя специальную вагонетку. Также на пути могут встречаться нестабильные платформы, качающиеся под весом Лео, или же действующие, как трамплин. В данных случаях игрок может послать команду «вниз», чтобы раскачать платформу и прыгнуть вверх. Путешествие Лео также сопровождается прохождением катакомб или подземных шахт. В данном случае передвижение комка ограничено узким коридором. Иногда в шахтах перекрыт ход, для открытия которого требуется активация механизмов. Это могут быть рычаги, кнопки. Иногда для активации требуется предмет — ящик или камень, который Лео может найти и перемещать.
На пути Лео также сталкивается с разного рода опасностями, самые очевидные из них — риск упасть в пропасть, контакт с шипами и острыми шестерёнками. Шипы встречаются как на поверхности, так и под землёй. В подземелье шипами может быть пронизан весь участок прохода и его преодоление возможно лишь в летающем состоянии. Также опасность представляют пронизанные шипами платформы, механизмы и шестерёнки. Механизмы также могут активно перемещаться и их обход требует тщательного расчёта траектории полёта Лео или же выжидание. Если персонаж дотронется до шипов, то он умрёт, однако игра продолжится на том участке, где умер Лео. Хотя вместе со смертью не теряется игровой прогресс, количество смертей в итоге учитывается. Вместе с прохождением уровня, игра присуждает игроку три звезды, которые возможно получить, если: персонаж ни разу не умер, игрок собрал все монеты и прошёл уровень за 2-3 минуты. Звёзды открывают доступ к бонусным уровням. После прохождения 20 уровня, игрок получает доступ с «экстремальному режиму», который перезапускает прохождение уровня в случае смерти персонажа.
20 уровней также поделены на 4 тематические локации, связанные с одним из родственников Лео. Данные локации отличаются своим художественным стилем, музыкальным сопровождением и игровой механикой. Например «гавань Кузена Виктора» состоит из уровней, находящихся частично под водой. Лео может дышать под водой и перемещаться там с использованием команды «вниз». Разрушенный город тётушки Ольги представляет собой руины в пустынной местности, их особенность — нестабильные и разрушающиеся платформы и прочие элементы строений, на которых можно перемещаться лишь короткое время. Шахты дяди Сергея отличаются особым обилием ловушек и опасных шестерёнок, а также участками с сильным ветром, перемещение по которым возможно удерживая команду «вниз». Последние уровни происходят внутри «мирового робота», в них персонаж столкнётся с обилием ловушек, ограничением кругозора из-за темноты, а также потоками расплавленного золота Лео, смертельно опасными для него.

## Создание и выпуск
Игра Leo’s Fortune была создана независимой шведской студией 1337 & Senri LLC. Главным геймдизайнером и идейным вдохновителем выступил Андерс Хейденберг, ранее принимавший участие в разработке игр Battlefield. Дизайнер заметил, что его всегда раздражало отсутствие творческой свободы в среде разработчиков высокобюджетных игр и постоянное давление руководства, заинтересованного в конвейерном выпуске прибыльных сиквелов. Когда в 2008 году открылся магазин мобильных приложений App Store, Хейденберг увидел в этом наконец то возможность заняться созданием независимого проекта и воплотить свои художественные идеи. В свою новую команду, дизайнер набрал ещё четыре человека: двух художников и двух программистов. Хейденберг признался, что работа в крупной компании и над независимым проектом — это разительно разный опыт, заметив, что, когда над игрой трудятся 100 человек, разработка сводится к рассчитыванию денежного бюджета и постоянными спорами или голосованиями о добавлении тех или иных элементов в игру. Работая же над независимым проектом, разработчикам предоставлена полная творческая свобода. «Например должны ли мы добавить функцию, позволяющую Лео надуваться и летать в воздухе, удерживая кнопку? Давайте поднимем руки. И уже к полудню мы можем увидеть результат того, как это работает. При разработке высокобюджетной игры, на это потребовалось бы месяцы работы».
Основная идея разработчиков состояла в создании игры, похожей на классические платформеры конца 1980-х годов и начала 1990-х годов. На тот момент, игры данного жанра ещё были слабо представлены на рынке мобильных игр. Одна из главных сложностей при разработке была связана с балансом. «Я смотрел на многие современные платформеры для игровых приставок и чаще всего они отличались исключительной сложностью» заметил Хейденберг. «Я понимаю, как это происходит, зачастую создатели оказываются в положении, при котором им необходимо поддерживать популярность франшизы, даже в условиях отсутствия новых идей, гарантирующих выход этой игры. Вы многое теряете, отказываясь от простоты, которая обеспечивала игроку так много веселья, когда тот впервые пробовал игру». В итоге создатели решили создать платформер со средним уровнем сложности, но в котором особое внимание будет уделено красивой и детализированной графике. Хейденберг признался, что работа над дизайном особенно была сложной из-за того, что выбранный ими игровой жанр всегда концентрировался на проработанности игрового процесса и перемещения персонажа по плиткам. Leo’s Fortune же ориентируется на свободное перемещение персонажа в пространстве, что плохо сочетается с плитками. Дизайнер заметил, что команда хотела создать игру, в которой они смогли бы воплотить свои мечтания и задумки, в то время, как большинство создателей мобильных игр продолжают создавать игры, ориентированные на одобрение зрителем, полагаясь на демографические исследования.
Создатели также решили добавить в игру элемент истории и короткие сюжетные вставки, поэтапно раскрывающие как и сюжет, так как личностные качества Лео, с одной стороны это не привычно для игры жанра платформер, с другой стороны Хейденберг и его команда обнаружили, что в игру жанра платформер удобно добавлять сюжетные линии. Хейденберга, главного геймдизайнера всегда задевало готовность многих разработчиков компьютерных игр поступаться своими ценностями и предавать чаяния игроков ради больших денежных доходов. Это разработчик также хотел отразить и в характере главного героя Лео, рассказав историю о его жадности и жизненном выборе. Работая над дизайном героя, Хейденберг хотел придать ему черты прямолинейного и искреннего персонажа, чтобы игрок видел в очертания людей, с которыми он мог в прошлом встречаться. «Просто глядя на него, вы можете разглядеть в нём упрямство, причудливый характер и чувство юмора. Но вы также можете разглядеть в нём печаль и неуверенность».
Сама игра представлена «псевдодвухмерной» графикой. Хотя окружающий мир состоит из трёхмерных моделей, игрок наблюдает за игрой в двухмерной перспективе. Разработчики создавали миры, как единые и крупные холсты, а не участки, разделённые на плитки, как это принято для платформера. Команда решила изобразить гиперреалистичное окружающее пространство, однако сложность её воплощения была связана со слишком крупным объёмом данных. В результате работы над алгоритмами сжатия данных, разработчикам удалось сократить вес файлов с четырёх гигабайтов до менее 250 мегабайт практически без потери качества. Также создатели работали над тем, чтобы окружающее пространство уровня загружалось поэтапно и в зависимости от позиции персонажа, так как мобильное устройство не выдержало бы полную загрузка всего уровня. Окружающее пространство создавалось с применением трёхмерного рендеринга, например камни и элементы зданий. Также применялась программа Photoshop при работе над органическими элементами, например растениями. Полученные трёхмерные объекты также обрабатывались в программе Photoshop для добавления грязи, ржавчины, трещин и освящения.

## Музыка и озвучивание
Композитором музыкального сопровождения выступает Лейф Йонссон. Разработчики хотели, чтобы музыка в игре отражала сказочную атмосферу игры и решили, что Йонссон лучше всех подойдёт для выполнения данной задачи. Музыка записывалась с участием оркестра.
Также, по задумке создателей, главный персонаж Лео хоть и говорил на английском языке, но должен был иметь сильный акцент для придания чувства вымышленности и индивидуальности главного героя, «чтобы голос отражал красочность персонажа, придавал ему тёплый и забавный тон, но не доводил всё до комичности». Создатели хотели найти для озвучивания талантливого актёра, для чего провели кастинг в американском городе Лос-Анджелесе. В конце концов актёрами озвучивания стали Энн Рейтел (Лео) и Тасия Валенца (Матильда). Персонажи разговаривают с выраженным восточно-европейским, «славянским» акцентом.

## Критика
| Сводный рейтинг    | Сводный рейтинг                         |
| Агрегатор          | Оценка                                  |
| ------------------ | --------------------------------------- |
| GameRankings       | 83,00 % (iOS) 74,77 % (XONE)            |
| Metacritic         | 84/100 (iOS) 72/100 (XONE) 66/100 (PS4) |
| Иноязычные издания |                                         |
| Издание            | Оценка                                  |
| Hardcore Gamer     | [ 10 ]                                  |
| TouchArcade        | [ 9 ]                                   |
| Multiplayer.it     | 8,1/10                                  |
| Grab It Magazine   | [ 7 ]                                   |
| Gamereactor Sweden | 8/10                                    |
| God is a Geek      | 8/10                                    |
| Digital Spy        | [ 20 ]                                  |

Игра получила разные оценки от игровых критиков, средняя оценка на сайте-агрегаторе Metacritic для мобильной версии составила 84 балла из 100 возможных. Оценка версии для игровых приставок была гораздо сдержаннее, а именно 66 баллов для версии PlayStation 4 и 72 балла для Xbox One.

### Мобильная версия
Критики, обозревая мобильную версию игры, оставили восторженные оценки о ней. Например, Эрик Форд, критик сайта TouchArcade заметил, что хороший платформер — это не только красивый дизайн и удобное управление, но и возможность подарить игроку приятный опыт прохождения. С этим по мнению Форда, Leo’s Fortune справляется превосходно, предлагая игроку красивые визуальные эффекты, качественный геймплей и богатую предысторию персонажа. «В независимости от того, являетесь ли вы ветераном игр-платформеров или новичком, „Leo’s Fortune“ — это отличный пример того, как должен выглядеть и играться платформер для iOS». Критик назвал игру в целом классикой своего жанра, где персонаж должен постоянно прыгать, собирать монеты, избегать ловушки и решать головоломки. Форд считает, что с точки зрения игровой механики, Leo’s Fortune не выделяется чем то особенным, однако игра подкупает своим изысканным художественным стилем в антураже стимпанка, высшим качеством и постепенным повышением уровня сложности прохождения, поэтапно объясняя игроку особенности игровой и физической механики. Хотя критик и заметил, что игра предоставляет малое количество уровней, однако данный недостаток вполне компенсируется тем, что каждый уровень связан с уникальной, неповторимой игровой механикой и художественной эстетикой.
Критика сайта Multiplayer впечатлила художественная атмосфера игры, напомнившая ему эстетику мультфильмов Тима Бертона, Критик отдельно заметил, что создатели мобильных игр как правило склонны недооценивать музыкальную составляющую в своих играх, однако разработчики Leo’s Fortune на своём примере доказали обратное. По мнению критика именно трогательное музыкальное сопровождение, подкреплённое превосходным повествованием, делает игру такой особенной. Критик также оценил платформер за его высокое качество, отличный и понятный игровой процесс и в целом назвал Leo’s Fortune одной из лучших игр, когда-либо выпущенных на мобильной платформе. Особенность персонажа парировать и раздуваться, особенно в ситуациях, когда необходимо обходить ловушки, делает опыт игры по мнению критика особенно необычным и забавным. В целом критик назвал игру качественной, сделанной с любовью к деталям и головоломкам с практически совершенной системой управления и идеально сбалансированным уровнем сложности.
Критик сайта Hardcore Gamer заметил, что несмотря на явное наследие таких культовых игровых франшиз, как Sonic the Hedgehog или Super Mario — Leo’s Fortune это пример того, как довольно избитый игровой жанр «по собиранию монет» может далеко отойти от своей изначальной концепции и похвастаться оригинальностью. Критик признался, что игра подкупает своей красивой и детализированной графикой в сочетании с яркими и насыщенными красками. Рецензент советует играть в Leo’s Fortune на планшете, опасаясь, что мобильный телефон (по состоянию на 2014 год) может не выдержать такую графику. Сопровождающий игрока томный голос, напоминающий по мнению критика голос актёра Джонатана Голдсмита усиливает личность управляемого персонажа на фоне его невозмутимого взгляда даже перед лицом очевидной опасности. Харизма персонажа дополняется умозрительно-забавными сюжетными вставками, в итоге критик считает, что Лео, как персонаж способен соперничать с такими героями платформеров, как Марио или Кирби. Критик также похвалил баланс сложности игры, заметив, что с одной стороны все уровни буквально «испещрены» контрольными точками, с другой стороны пройти последние уровни без единой смерти будет почти невозможно даже самому опытному игроку. Тем не менее критика разочаровало отсутствие врагов и финальных боссов.

### Версия для игровых приставок
Оценку приставочной версии Leo’s Fortune можно охарактеризовать, как смешанную и сдержанную. Критик сайта Pushsquare считает, что на фоне того, что каждый месяц на игровой рынок выходит до тысячи инди-платформеров, игре Leo’s Fortune удалось выделится на их фоне. Игра подкупает своими красивыми визуальным эффектами, плавным управлением и душевной историей. Тем не менее критик сетует на слишком малое количество уровней и частое повторение одних и тех же ловушек, чтобы сделать прохождение одного уровня длиннее. Критик сайта Multiplayer, обозревая консольную версию заметил, что она по-прежнему подкупает своим визуальным стилем, однако задуманная изначально для мобильных платформ, игра обладает серьёзными недостатками. Например, критик заметил, что лишённая идеальной точности модель управления для сенсорного экрана делала прохождение Leo’s Fortune на телефоне и планшете сложнее и не предсказуемее. Управление же в консольной версии максимально простое и чёткое, в итоге прохождение уровней становится слишком быстрым и простым, в данной ситуации критик считает наиболее подходящим использование «экстремального режима», однако оно не по прежнему спасает игру.
Критик сайта Destructoid назвал Leo’s Fortune красивым платформером с интересным повествованием и героем, однако игра получилась «катастрофически» простой и короткой, чьё полное прохождение возможно всего за 45 минут.